# Gouverneur général d'Australie
Le gouverneur général d'Australie (en anglais : Governor-General of Australia) est le représentant du chef de l'État australien, Charles III, roi d'Australie. La fonction est occupée par Sam Mostyn depuis le 1er juillet 2024.
Il est difficile de qualifier exactement le rôle du gouverneur général. S'il est officiellement le représentant du monarque dans le Commonwealth d'Australie, son pouvoir n'est pas un simple pouvoir de représentation. En raison de ses larges compétences, il possède un véritable rôle institutionnel mais aussi un rôle honorifique. Dans chaque État de l'Australie, le monarque est représenté par un gouverneur, vérifiant les procédures du gouvernement de l'État.

## Présentation générale

### Attributs de la fonction

#### Durée du mandat
La Constitution ne prévoit pas de durée officielle du mandat, de sorte qu'il peut durer aussi longtemps que l'on veut, mais en pratique la durée est de cinq ans, qui sont parfois prolongés de quelques jours ou semaines.

#### Titres honorifiques
Les gouverneurs généraux britanniques (de 1901 à 1965) sont pairs (peer) ou chevaliers (knight). Les gouverneurs généraux australiens (de 1931 à 1988) sont tous chevaliers (bien que pour William McKell, le titre lui soit attribué pendant son mandat), à l'exception de Lord Casey qui est pair. Tous jusqu'à Ninian Stephen (de 1901 à 1989) sont membres du Conseil privé du Royaume-Uni, et de ce fait ont droit au traitement de « très honorable ». Bill Hayden est le seul gouverneur général à refuser tout titre.

#### Origine professionnelle
Concernant les dix Australiens désignés depuis 1965, Casey, Paul Hasluck et Bill Hayden étaient députés fédéraux ; John Kerr était président de la Cour suprême de Nouvelle-Galles du Sud ; Ninian Stephen et William Deane étaient membres de la Haute Cour ; Zelman Cowen était professeur de droit constitutionnel et vice-chancelier des Universités ; Peter Hollingworth était un archevêque anglican, Michael Jeffery était un officier général du corps de réserve et Quentin Bryce était avocat et gouverneur du Queensland.

#### Origines ethniques et confessionnelles
Jusqu'en 2008, tous les gouverneurs généraux ont été de sexe masculin et de religion chrétienne ou juive (pour Isaac Isaacs et Zelman Cowen). Quentin Bryce est devenue la première femme à accéder à cette fonction le 5 septembre 2008. Il n'y a pas eu pour le moment de gouverneur d'origine autre qu'européenne (notamment pas d'Aborigène).

#### Résidences

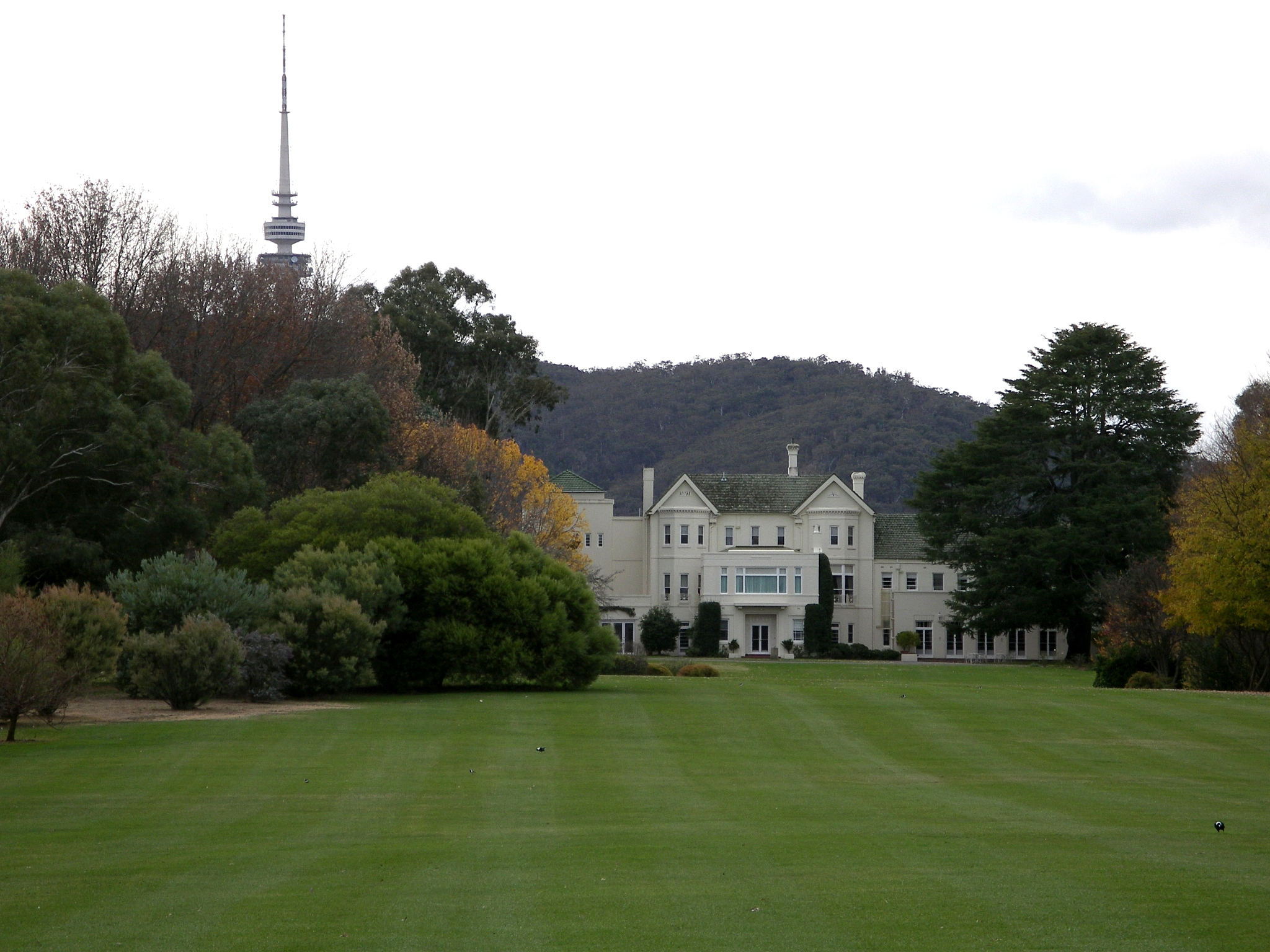
La Government House, dans le quartier de Yarralumla, résidence officielle du gouverneur général d'Australie à Canberra.

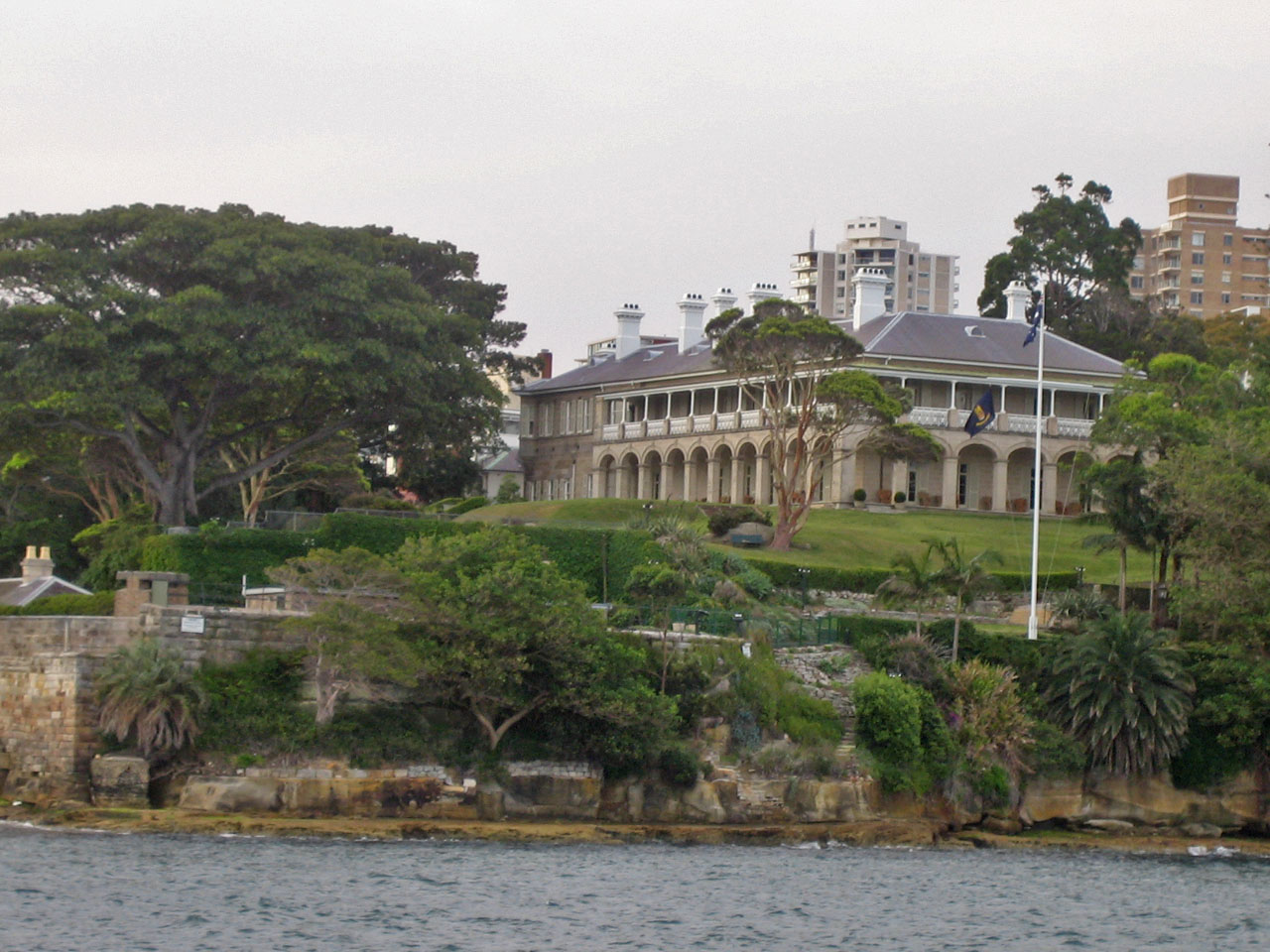
L'Admiralty House, résidence officielle du gouverneur général à Sydney.

Le gouverneur général dispose de deux résidences officielles : 
- l'une à Canberra (Government House, sur Dunrossil Drive à Yarralumla) ;
- l'autre à Sydney (Sydney Residence Admiralty House, dans le quartier de Kirribilli).

#### Salaire
Son salaire est fixé par la Constitution de l'Australie à 10 000 livres par an sauf si le Parlement en décide autrement (article 3). La Constitution prévoyant que son salaire ne peut pas être augmenté pendant son mandat (article 3), son salaire est fixé par vote avant sa prise de fonction.
Le salaire annuel du gouverneur actuel est de 365 000 dollars australiens.

### Nomination

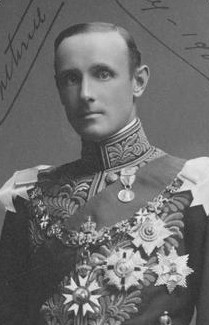
John Hope, Lord Hopetoun (1860-1908), premier gouverneur général d'Australie.

En pratique, le choix d'un futur gouverneur général est l'affaire du Premier ministre australien qui peut en discuter ou non avec ses collaborateurs, les autres ministres, le chef de l'opposition et le monarque. La personne est ensuite nommée par le monarque. Le futur gouverneur général est désigné plusieurs mois avant sa prise de fonction ; dans cet intervalle, il est « gouverneur général désigné ». En 1930, James Scullin décide que le Premier ministre australien informerait directement le monarque de son choix sans passer par le Premier ministre britannique et le roi est tenu par tradition (sans qu'il y ait d'obligation théorique) de suivre son avis.
La nomination proprement dite est faite par le roi. Lors de sa prise de fonction, le gouverneur général prête serment d'allégeance au roi et de respect des règles de sa fonction avant de proclamer son entrée en fonction. La cérémonie se déroule au Sénat et est supervisée par le premier juge de la Haute Cour d'Australie.

### Fin du mandat
Trois gouverneurs généraux d'Australie démissionnent de la fonction. Le premier gouverneur, Lord Hopetoun, demande à être rappelé en Grande-Bretagne après un refus du Parlement en mai 1902 de majorer ses indemnités pour l'entretien de ses résidences. John Kerr démissionne en 1977 après se voir offrir un poste aux Nations unies, qu'il n'occupe cependant jamais. En 2003, l'archevêque Peter Hollingworth se retire provisoirement de ses fonctions après des accusations portées contre lui, puis démissionne « pour protéger la fonction de vice-roi de controverses persistantes ».
En 1961, Lord Dunrossil devient le premier (et seul en date) gouverneur à mourir pendant son mandat. Un gouverneur général peut être rappelé ou démis de ses fonctions par le roi avant la fin de son mandat. Par convention, la décision ne peut être prise qu'avec l'accord du Premier ministre qui a la possibilité de nommer immédiatement un nouveau gouverneur ou de laisser le poste vacant. Comme le cas ne s'est jamais présenté, le public ne sait pas comment le roi réagirait à une telle situation. La crise constitutionnelle de 1975 permet de rendre compte qu'il est possible d'envisager la possibilité que gouverneur et Premier ministre se destituent l'un l'autre.
La vacance du pouvoir peut se produire en cas de démission, de mort, d'incapacité ou d'absence du territoire du gouverneur général. Cette vacance peut correspondre à une démission temporaire comme cela est le cas avec l'archevêque Peter Hollingworth. L'article 4 de la Constitution permet au roi de nommer un « administrateur » (Administrator) pour assurer le rôle de gouverneur général. Par convention, il s'agit du plus ancien des gouverneurs d'État en poste qui assure ce rôle de dormant commission (n'intervenant qu'en cas de crise), sans qu'il y ait de vacance du pouvoir. En 1975, le Premier ministre travailliste, Gough Whitlam, demande à la reine que Colin Hannah, alors gouverneur du Queensland et administrateur, soit révoqué de son poste pour avoir fait des déclarations publiques pour soutenir la coalition d'opposition de partis de droite.

### Compétences
Le gouverneur général a compétence dans les domaines suivants :
- nomination des ministres et des juges de la Haute Cour d'Australie :
- dissolution du Parlement fédéral australien ;
- sanction royale et promulgation des textes de lois ;
- organisation et contrôle des élections législatives et sénatoriales ;
- attribution des décorations.

Il est président du Conseil exécutif et commandant en chef des forces armées.
Toutes ces fonctions sont exercées selon la Constitution australienne et appliquées au nom du Roi.
De plus, le gouverneur général représente le pouvoir royal dans le Territoire de la capitale australienne.
La Constitution prévoit dans son article 61 que « le pouvoir exécutif est attribué au Roi et exercé par le gouverneur général qui en est le représentant ». La Constitution lui attribue un grand nombre de pouvoirs mais en pratique, il suit les us du système de Westminster (modèle anglais de gouvernement) et, à de rares exceptions près, suit l'avis des différents ministres. Même pour désigner le Premier ministre, après les élections, le gouverneur général se contente le plus souvent de choisir le chef du parti ou de la coalition de partis ayant le plus grand nombre d'élus à la Chambre des représentants.
À côté de ses fonctions constitutionnelles, le gouverneur général a un important rôle cérémonial. Il voyage à travers toute l'Australie pour présider des réunions, assiste aux cérémonies et commémorations et plus généralement « distribue des encouragements aux individus et groupes qui agissent pour le bien de la Communauté ».
Quand il voyage à l'étranger, il est souvent considéré comme le vrai chef de l'État australien.
La résidence officielle à Canberra du gouverneur général est connue sous le nom de Yarralumla. Il dispose d'une seconde résidence officielle, Admiralty House à Sydney. Quand il se déplace dans les autres États, il est généralement l'hôte des gouverneurs des États qu'il visite, qui ont leur propre résidence officielle.

## Rôles du gouverneur général

### Rôle constitutionnel
En tant que représentant du monarque, le gouverneur général exerce certains pouvoirs en vertu des articles 61 et 68 de la Constitution.
Bien que les relations entre le monarque et le gouverneur général respectent certaines formes, en fait ce dernier exerce ses fonctions d'après la Constitution sans en référer à la souveraine.
En 1975, la reine Élisabeth II, par l'intermédiaire de son secrétaire privé, avait fait savoir qu'elle « n'avait pas à prendre part dans les décisions que le gouverneur général devait prendre de par la Constitution ». 
Pendant la crise constitutionnelle de 1975, la reine n'intervint pas du fait que l'affaire « relevait clairement des attributions du gouverneur général ».
Les pouvoirs limités de ce rôle de représentation ont été expliqués en 1988 dans un rapport produit par une commission constitutionnelle.
Cette commission concluait que : « le gouverneur général n'était en aucun cas un représentant de la reine. L'indépendance de la charge est renforcée par les changements apportés au cours des dernières années aux instruments de la fonction ».
En 2004, le gouverneur général Michael Jeffery a affirmé que : « Sa Majesté est à la tête de l'État, mais je suis son représentant et j'en assume entièrement le rôle ».

### Rôle législatif

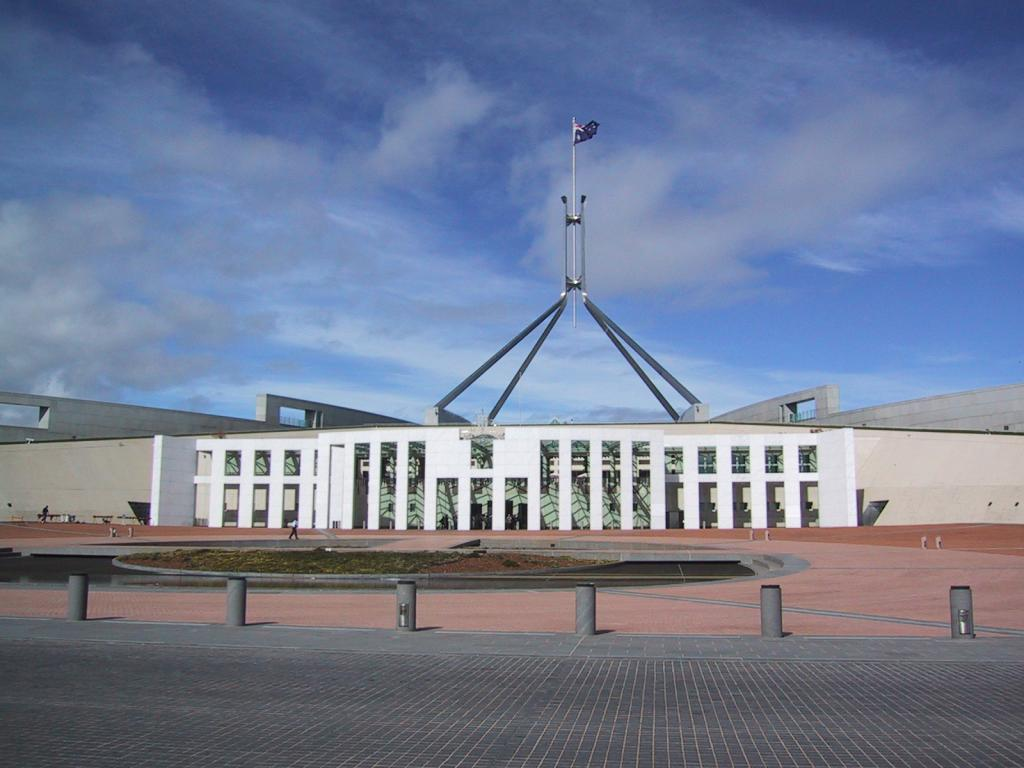
L'entrée du Parlement d'Australie à Canberra.

La Constitution précise que le Parlement est constitué du roi, du Sénat et de la Chambre des représentants. L'article 5 établit que le gouverneur général doit fixer les dates de session du Parlement, peut proroger la durée de la session du Parlement, dissoudre la Chambre des représentants. Ces décisions prises officiellement par le roi sont en fait de la seule responsabilité du gouverneur général. De telles décisions sont généralement prises à la demande (on the advice) du Premier ministre.
Le gouverneur général entérine l'élection des députés en recevant de ces derniers leur serment d'allégeance au monarque d'Australie.
Le gouverneur général tient un rôle honorifique lorsqu'il reçoit ce serment, que les députés doivent prêter afin d'avoir le droit de siéger, ou lorsqu'il accepte la démission des membres du Parlement.
Son discours lors de l'ouverture de la session parlementaire, dans lequel il explique le programme législatif, a été entièrement rédigé par le gouvernement.
Son rôle le plus important est défini dans l'article 58 de la Constitution : « Quand un projet de loi voté par les deux assemblées du Parlement est soumis au gouverneur général pour approbation du roi, il doit confirmer […] qu'il donne son accord au nom du Roi. ». Le projet devient alors loi.
Les articles 58 à 60 lui permettent de refuser son accord, de proposer des modifications, d'en référer au roi ou de déclarer que le roi a annulé le projet de loi. Par convention, le gouverneur évite d'utiliser ses pouvoirs de refus. Par déférence, quand le roi est en Australie, le gouverneur lui transmet les projets de loi à approuver pour qu'il puisse les signer personnellement.

### Rôle exécutif
Au début du deuxième chapitre sur le pouvoir exécutif, la Constitution dispose que « le pouvoir exécutif est assuré par le roi et exercé par le gouverneur général qui en est son représentant ». Le gouverneur général préside le Conseil des ministres. C'est le Premier ministre choisi par le gouverneur général qui nomme les parlementaires qui deviendront ministres ou secrétaires d'État.
Dans la Constitution, les mots Governor-General-in-Council signifient : « Le gouverneur général agissant sur proposition du Conseil des ministres ». Les décisions prises en Conseil des ministres ne peuvent pas être l'objet de discussions. Elles concernent :
- les attributions de chaque ministère ;
- la nomination des juges fédéraux ;
- la désignation des ambassadeurs et des hauts fonctionnaires.

L'article 68 dit que « le commandement en chef des Forces armées […] est assuré par le gouverneur général qui agit en tant que représentant du roi ». En pratique, ce rôle est purement honorifique et les vrais chefs des Forces armées sont le ministre de la Défense et le chef des Forces armées.
D'un point de vue administratif, les fonctions de gouverneur général sont régies par le Governor-General Act 1974.

### Pouvoirs de réserve
Au Royaume-Uni, les pouvoirs de réserve de la Couronne ne sont pas explicitement spécifiés dans une loi et sont d'un ressort purement conventionnel mais en Australie, ces pouvoirs sont clairement explicités dans la Constitution mais leur utilisation est sujet à discussion.
Ces pouvoirs sont :
- la dissolution (ou le refus de dissolution) de la Chambre des représentants (article 5 de la Constitution) ;
- la dissolution du Parlement en cas de blocage parlementaire (article 57) ;
- le refus de promulguer un projet de loi (article 58) ;
- la nomination (ou le renvoi) des ministres (article 64).

Ces pouvoirs sont généralement et traditionnellement exercés sur avis des différents ministres mais le gouverneur général a la possibilité d'agir seul en certaines circonstances qui sont traditionnellement les suivantes :
- le choix du Premier ministre lorsqu'aucun parti n'obtient la majorité à une élection législative ;
- le choix d'un nouveau Premier ministre si celui en fonction perd la confiance des députés ;
- le refus de la dissolution de la Chambre des représentants si le Premier ministre lui demande ou le droit de lui demander les raisons détaillées de sa requête (le gouverneur général n'a pas le droit de dissoudre la Chambre des représentants ou le Sénat sans l'accord du Conseil des ministres) ;
- le refus d'accorder au Premier ministre le droit de dissoudre le Parlement en cas de blocage parlementaire ;
- le refus d'accepter de promulguer une loi qui ne le satisferait pas ;
- le refus d'accepter de suivre l'avis donné pour un nouveau Premier ministre par un Premier ministre démissionnaire après un vote de défiance ;
- la possibilité de mettre fin aux fonctions d'un Premier ministre et d'en nommer un nouveau au cas où il serait mis en minorité et refuserait de démissionner ou voudrait dissoudre la Chambre des représentants.

La liste ci-dessus n'est pas exhaustive et de nouvelles situations peuvent apparaître. La plus célèbre application de ce droit s'est produite en novembre 1975 lors d'une importante crise constitutionnelle. Lors de cette crise, le gouverneur général, John Kerr, mit fin aux fonctions du gouvernement du Premier ministre Gough Whitlam quand le Sénat vota la défiance au gouvernement qui avait reçu la confiance de la Chambre des représentants. Kerr estima qu'il avait le droit et le devoir de mettre fin aux fonctions du gouvernement et d'en former un provisoire qui proposerait la dissolution de la Chambre. En dépit de l'accord apparent de la population à cette décision aux élections qui s'ensuivirent, les circonstances qui ont accompagné la démission du Premier ministre restent sujet à controverse.

### Rôle honorifique
À côté d'un rôle constitutionnel, le gouverneur général tient un rôle honorifique dont l'étendue et la nature sont fonction des attentes du moment, du charisme de la personne tenant le poste, des souhaits du gouvernement et de la célébrité dans le grand public.
La plupart du temps, les gouverneurs généraux deviennent les présidents d'associations charitables, distribuent décorations et récompenses, reçoivent les ambassadeurs et voyagent dans tout le pays un peu comme la reine en Grande-Bretagne. William Deane décrivit une de ses principales fonctions comme « conducteur de deuil » dans les enterrements.
Ce rôle peut toutefois être réduit lorsque le gouverneur général devient impopulaire vis-à-vis d'une fraction de la population. John Kerr dut se mettre quelque peu en retrait après la crise constitutionnelle de 1975. Les positions publiques de William Deane produisirent une certaine animosité envers lui auprès des conservateurs. Quelques associations charitables prirent leur distance avec Hollingworth lorsqu'on apprit officiellement le comportement de cet ancien archevêque anglican lors des affaires d'abus sexuel qu'il avait étouffées pendant qu'il était en poste à Brisbane.

## Histoire de la fonction

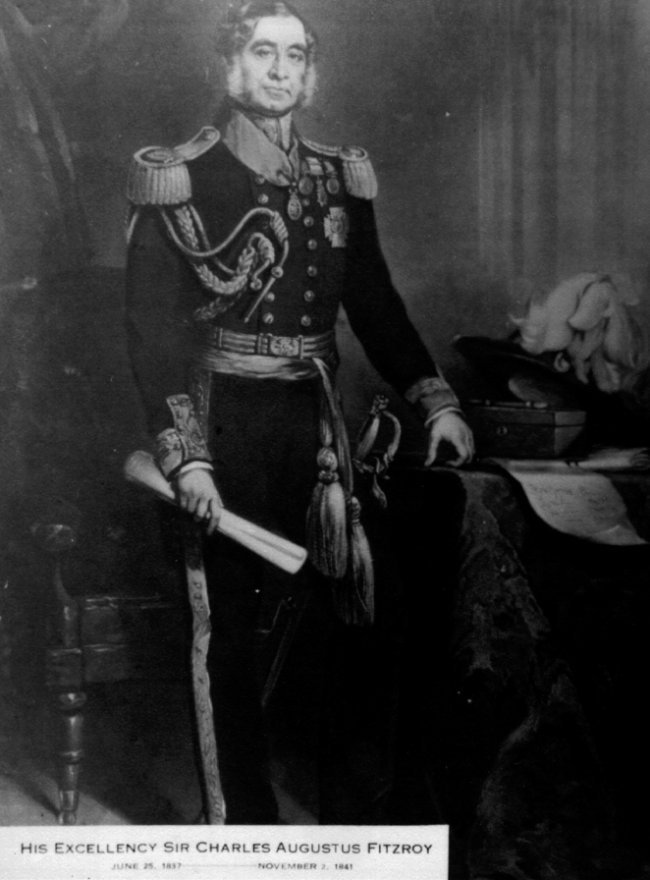
Charles Fitzroy, premier gouverneur général d'Australie à l'époque coloniale.

Le rôle de gouverneur général existe pendant l'époque coloniale en Australie. Charles FitzRoy (gouverneur de Nouvelle-Galles du Sud de 1846 à 1855) et William Denison (gouverneur de Nouvelle-Galles du Sud de 1855 à 1861) portent le titre de gouverneur général parce que leur pouvoir porte aussi sur d'autres colonies australiennes, afin de pouvoir faciliter l'unification du pays et éviter les conflits entre colonies. Plus tard, chaque colonie a son propre gouverneur et le titre tombe en désuétude jusqu'à la création du Commonwealth d'Australie en 1901.
Le poste de gouverneur général fut imaginé pendant les discussions et débats qui conduisirent à la création de la fédération australienne. Le premier gouverneur général fut un ancien gouverneur du Victoria qui était l'ancien gouverneur le plus populaire en Australie, John Hope, comte d'Hopetoun. Il fut nommé en juillet 1900 et revint en Australie peu de temps avant la création de la fédération australienne le 1er janvier 1901. Son premier acte fut de nommer librement le premier Premier ministre Edmund Barton, puisque les premières élections fédérales n'eurent lieu qu'au mois de mars.
Les premiers gouverneurs généraux furent des Britanniques nommés par le roi sur recommandation du Bureau des Colonies (Colonial Office). On demandait par courtoisie au gouvernement australien s'il approuvait ou non ce choix. On attendait des gouverneurs qu'ils exercent un contrôle sur le gouvernement australien comme le faisaient les gouverneurs coloniaux. Ils représentaient non seulement le roi mais aussi le gouvernement britannique. Ils avaient le droit de réserver leur réponse sur les lois votées par le Parlement pour pouvoir demander son avis au Bureau des Colonies à Londres. Cette situation se produisit plusieurs fois.
Au cours des années 1920, l'importance de la fonction déclina. En effet, à la suite de la conférence impériale de 1926, le choix du gouverneur général dépendit uniquement de l'avis du Premier ministre australien. Le gouverneur général cessa d'être un représentant du gouvernement britannique et il n'y eut plus de supervision des affaires australiennes par les Britanniques.
En 1929, le Premier ministre australien, James Scullin, décida qu'un Premier ministre des dominions aviserait directement le monarque de son choix pour le poste de gouverneur général, en insistant pour que son choix (Isaac Isaacs, un Australien) prévale sur les recommandations du gouvernement britannique. Puis, petit à petit, on fit admettre que le gouverneur général devait être un citoyen du pays concerné et qu'il devait être désigné par le gouvernement du pays en question sans intervention du gouvernement britannique.
En 1931, cette évolution fut réalisée avec les nominations du premier haut-commissaire britannique et du premier gouverneur général, Isaac Isaacs. Cette nomination fut décidée par le Premier ministre travailliste, James Scullin, malgré l'appréhension du roi George V. Cette méthode fut dénoncée par l'opposition nationaliste comme une « pratique républicaine ». Après la défaite de Scullin, les gouvernements de « droite » renommèrent des gouverneurs généraux britanniques. Henry, duc de Gloucester, le troisième fils de George V a été nommé gouverneur général d'Australie par le Premier ministre travailliste John Curtin en 1945, pendant la Seconde Guerre mondiale. En 1947, le Parti travailliste revenu au pouvoir nomma à nouveau un gouverneur général australien, William John McKell.
En 1965, le gouvernement conservateur de Robert Menzies désigna un Australien, Lord Casey, et depuis le poste a toujours été occupé par un Australien. On a proposé, au début des années 1980, que le prince de Galles devienne gouverneur général, mais l'idée fut rapidement abandonnée.
En 1975, le pays se trouve dans une crise constitutionnelle ; le gouverneur général, John Kerr, sans consulter la reine y mit fin en destituant Gough Whitlam le premier ministre d'alors et en nommant le chef de l'opposition, dans l'attente de nouvelles élections.